# Morții fac umbră (film)
Morții fac umbră (titlul original: în poloneză Umarli rzucaja cien) este un film de acțiune de război polonez din 1979, regizat de Julian Dziedzina după un scenariu care a adaptat romanul omonim din 1969 al lui Andrzej Wydrzyński. Filmările au fost realizate în orașele Katowice (cartierul Nikiszowiec), Łódź și Pabianice din Polonia, precum și în orașul Xiva din Uzbekistan.
Filmul prezintă unele activități conspirative desfășurate în perioada ocupației de filiala regională sileziană a Partidului Muncitoresc Polonez (PMP), care fusese infiltrată în acea vreme de agenți ai Gestapo-ului. Ca urmare a provocărilor și trădărilor colaboraționiștilor, organizația comunistă poloneză a fost destabilizată, iar consecințele acestor acțiuni au afectat soarta activiștilor politici de stânga polonezi timp de mai mulți ani după război.

## Rezumat
Un bărbat poreclit „Mały” încearcă, după încheierea celui de-al Doilea Război Mondial, să-i găsească și să-i ucidă pe agenții provocatori ai Gestapo-ului, care se infiltraseră în timpul ocupației în cadrul Partidului Muncitoresc Polonez (PMP) și erau responsabili pentru moartea mai multor membri ai filialei din Silezia a acestei organizații clandestine. El îl ucide pe „Konrad”, un fost camarad dovedit că ar fi colaborat cu naziștii, și speră acum că se va putea reuni cu Sylwia, iubita sa din tinerețe.
„Mały” și Sylwia se cunoscuseră în perioada ocupației, când tânărul luptător al Związek Walki Zbrojnej („Uniunea Luptei Armate”) primise sarcina să asigure fuga lui Gawlas, un membru al conducerii organizației sileziene a Partidului Muncitoresc Polonez, care fusese arestat de Gestapo. Această sarcină îi fusese transmisă chiar de Sylwia, care era atunci agentă de legătură a lui „Edward”, secretarul organizației sileziene. Acțiunea este pregătită cu precizie și se încheie cu succes, dar Gawlas este totuși eliminat din conducerea organizației pentru că fusese deconspirat. Secretarul îl propune pe „Mały” ca înlocuitor al lui Gawlas, dar o parte din membrii conducerii (printre care și „Konrad”, un ofițer polonez venit recent din Franța) nu au suficientă încredere în el și vor să-l încerce.
În acest timp, ocupanții germani declanșează o operațiune amplă împotriva partizanilor polonezi. Sturmbannführer-ul Bruno Kneif, șeful organizației Gestapo din Silezia, elaborează planul „Sturmglocke” pentru infiltrarea unor agenți specializați în conducerea partidului și obținerea de informații care să conducă la anihilarea lui. Gestapo-ul se folosește de doi agenți în acest scop: agentul „Bubi” primește sarcina de a pătrunde în cadrul partidului, iar agenta Julia („Bubi zwo”) îi controlează activitățile și transmite informațiile obținute către Kneif. Ca urmare a bănuielii că locul întâlnirilor conspirative ale membrilor partidului (apartamentul „Mamusiei”, văduva unui vechi activist) fusese descoperit, activiștii comuniști decid să se întâlnească în alte locuri. „Mały”, „Adam” și „Zygmunt” întreprind o acțiune curajoasă și, deghizați în uniforme Bahnschutz, atacă un post militar și iau arme.
Acțiunea începe să se precipite: „Bolek” este trădat de văduva Max atunci când o vizita pe iubita lui, Krystyna, și reușește să fugă cu ajutorul lui „Mały”, dar Hauptsturmführer-ul Hafer ordonă închiderea în casă a Krystynei și a văduvei Max și incendierea ei. Ofițerul Bogumił, fiul „Mamusiei”, o vizitează în mod neașteptat pe mama sa și o anunță că, împreună cu soldații săi din Armata Internă, vrea să se alăture partizanilor comuniști, iar, în ciuda reținerilor mamei, „Edward” acceptă oferta. După o vizită în buncărul lui „Adam”, „Konrad” o ucide pe partizana „Maria”, care îl iubea, după ce aceasta îi mărturisește că îl văzuse întâlnindu-se cu o femeie frumoasă. În perioada următoare nemții descoperă tipografia clandestină unde se ascundea Sylwia, care dispare în timpul raidului, iar apoi atacă buncărul lui „Adam” și ucid o mare parte a unității de partizani într-o ambuscadă organizată cu ajutorul prizonierului de război sovietic Wasyl (membru al armatei generalului trădător Andrei Vlasov și colaborator al Gestapo-ului). După aceea, Gestapo-ul trece la faza finală a planului: îi arestează pe „Edward”, pe care îl interoghează și îl torturează pentru a-l forța să coopereze, și pe soția lui, Ewa, care suferă un avort spontan în timpul interogatoriilor brutale. În urma refuzului lui „Edward” de a coopera, Kneif dispune arestarea a câtorva sute de oameni indicați de „Konrad” („Bubi”), Julia („Bubi zwo”) și Bogumił, dar, cu toate acestea, partizanii continuă să atace trupele germane, forțându-le să se regrupeze.
După încheierea războiului, foști ofițeri naziști sunt arestați și deținuți în Zona de ocupație americană a Germaniei, unde își fac planuri de viitor. Prin strădania serviciilor de informații poloneze, Obersturmbannführer-ul Bruno Kneif este extrădat în Polonia, unde urmează a fi judecat pentru crimele de război comise acolo. Între timp, Bogumił reușise să-și acopere urmele colaborării sale cu naziștii și devenise șefului biroului local al Urząd Bezpieczeństwa, lichidându-și foștii camarazi sub acuzația de cooperare cu serviciile de informații străine și încercând să-i elimine pe martorii activităților sale din perioada ocupației. Colaborarea sa cu naziștii iese la iveală în urma mărturiei lui Kneif, iar Bogumił este arestat de „Adam”, devenit acum maior al Armatei Poloneze. „Mały” este eliberat din închisoare pentru uciderea lui „Konrad” și vrea să reia legătura cu Sylwia, dar aceasta îl refuză și-i mărturisește că cel ucis era chiar soțul ei.

## Distribuție
- Henryk Talar — „Mały”, un tânăr luptător al Uniunii Luptei Armate
- Tatiana Sosna-Sarno — Sylwia, agentă de legătură a lui „Edward”
- Jerzy Sagan — „Edward”, secretarul organizației sileziene a Partidului Muncitoresc Polonez
- Mirosław Szonert — Sturmbannführer-ul Bruno Kneif, șeful organizației Gestapo din Silezia
- Danuta Szaflarska — „Mamusia”, văduva unui vechi activist de partid, gazda întâlnirilor conspirative
- Ewa Wiśniewska — Julia, agentă a Gestapo-ului care se infiltrează în cadrul Armatei Interne
- Grażyna Dyląg-Burton — „Maria”, partizană
- Piotr Fronczewski — Hauptsturmführer-ul Hafer, adjunct al lui Kneif
- Jerzy Kryszak — Bogumił, fiul „Mamusiei”, agent al Gestapo-ului
- Wojciech Wysocki — „Konrad”, un ofițer polonez venit recent din Franța care se dovedește a fi agentul „Bubi” al Gestapo-ului
- Elżbieta Kijowska — Ewa, soția lui „Edward”
- Zofia Bawankiewicz — văduva Max, gazda Krystynei
- Danuta Rynkiewicz – Krystyna, sora lui „Adam”
- Jacek Domański — „Adam”, partizan
- Wirgiliusz Gryń — Wasyl, un prizonier de război rus evadat dintr-un lagăr
- Jarosław Kopaczewski — „Bolek”, partizan, iubitul Krystynei
- Edward Kusztal — „Zygmunt”, partizan
- Tadeusz Madeja — Gawlas, membru al conducerii organizației sileziene a Partidului Muncitoresc Polonez
- Jerzy Nowak — „Dziadek” („Bunicul”), partizan
- Jan Padkowski — „Wojciech”, partizan
- Zofia Grąziewicz — femeia dintr-un club din Berlin
- Elżbieta Stawowczyk — Erna, secretara lui Kneif
- Piotr Augustyniak — agent secret
- Zbigniew Bielski — „Sosna”, partizan
- Władysław Dewoyno — gardianul care îl supraveghează pe Gawlas la spital
- Janusz Dziubiński — ofițer al Wehrmachtului
- Krzysztof Kiersznowski — Mikołaj
- Władysław Kozłowski — agent al Bahnschutz
- Jerzy Krasuń — „Piła”, partizan
- Paweł Kruk — „Listonosz” („Poștașul”), partizan
- Antoni Lewek — Hans
- Andrzej Łągwa — gardian de la închisoare
- Marian Maksymowicz — „Koń” („Calul”), partizan
- Tadeusz Szaniecki — gardianul „Anioł” („Îngerul”) de la închisoare, asociat al organizației clandestine Gwardia Ludowa (GL)
- Eugeniusz Szatkowski — ofițer al Wehrmachtului
- Zdzisław Szymborski — bărbatul care strigă la fugarul Gawlas
- Eugeniusz Wałaszek — barman
- Edward Warzecha — călăul Klaus
- Wiesław Wieremiejczyk — partizan al Armia Krajowa
- Andrzej Daniłowicz — 2 roluri: soldat în Waffen SS și partizan (nemenționat)
- Józef Grzeszczak — soldat în Waffen SS (nemenționat)
- Jerzy Rogowski — partizan (nemenționat)

## Producție
Screnariul filmului, scris de Andrzej Wydrzyński în colaborare cu regizorul Julian Dziedzina, a fost inspirat din romanul Umarli rzucaja cien (1969) al lui Wydrzyński. Primele informații cu privire la ecranizarea romanului lui Wydrzyński au apărut în presa cinematografică poloneză în decembrie 1977. Wydrzyński, autorul romanului de inspirație și coautor al scenariului filmului, a susținut în 1978 în săptămânalul Ekran că a aflat din arhivele secrete ale Gestapo-ului despre situația infiltrării inamice a cartierului general al Armatei Interne (Armia Krajowa) și apoi a comitetului organizației Gwardia Ludowa (GL) din regiunea industrială Silezia Superioară (Zagłębie) în timpul ocupației și că această situație nu a mai fost reflectată până atunci în literatura și cinematografia poloneză. Acuratețea acestor evenimente politico-istorice a fost aspru criticată de criticii de film polonezi ai vremii.
Filmările au fost realizate în anul 1978 sub coordonarea directorului de imagine Maciej Kijowski și s-au desfășurat în numeroase locuri din Polonia: Katowice (cartierul Nikiszowiec), Łódź (Cimitirul Vechi de pe ul. Ogrodowa, Palatul Karol Poznański de pe ul. Gdańska nr. 32, Aeroportul Lublinek, Palatul Karol Scheibler din Piața Zwycięstwa (actualmente Muzeul Cinematografiei)) și Pabianice (Liceul nr. 1 de pe ul. Piotr Skarga nr. 21) din Polonia, precum și în orașul Xiva din RSS Uzbecă (pe atunci în Uniunea Sovietică, în prezent în Uzbekistan). Muzica filmului a fost compusă de Andrzej Korzyński, decorurile au fost realizate de Bolesław Kamykowski, iar montajul a fost efectuat de Jerzy Pękalski. Filmul are fost realizat pe peliculă color, cu o lungime de 3408 m, și are o durată de 119 minute.

## Lansare
Morții fac umbră a avut premiera în cinematografele din Polonia în primăvara anului 1979 sau, potrivit site-ului de specialitate FilmPolski.pl, la 6 septembrie 1979.

## Receptare critică
Potrivit criticului de film Aleksander J. Wieczorkowski, intriga de aventuri senzaționalistă și complicată și personajele exagerate ale filmului („o agentă a Gestapo-ului într-o haină elegantă de blană și într-un Mercedes alb, șeful Gestapo-ului un intelectual sadic”) eclipsează istoria mișcării revoluționare din Silezia și Zagłębie, care merita un tratament artistic corect și serios.
| “                                      | Încălceala de fire narative și personaje ar trebui să convingă spectatorii de marile merite ale conspiratorilor PPR, dar privitorul se pierde pur și simplu în multitudinea de situații implauzibile. | ” |
| — Leksykon polskich filmów fabularnych | |   |